# Nicolas Lancret
Nicolas Lancret (n. 22 ianuarie 1689, Paris, Regatul Franței – d. 14 septembrie 1743, Paris, Regatul Franței) a fost un pictor francez. Născut la Paris, a fost un genial ilustrator al comediei ușoare care reflecta gusturile și manierele societății franceze în timpul regenței ducelui de Orleans și, mai târziu, a domniei timpurii a regelui Ludovic al XV-lea.

## Carieră
Primul maestru al lui Lancret a fost Pierre d'Ulin⁠(d), dar cunoștințele și admirația lui pentru Watteau l-au determinat să-l părăsească pe Ulin pentru Gillot⁠(d), al cărui elev fusese Watteau. Lancret, care a rămas un elev al lui Gillot între 1712-1713, a fost puternic influențat de pictorul mai în vârstă, ale cărui figuri zvelte tipice pot fi găsite în multe dintre lucrările mai tinere ale elevului său. Două tablouri pictate de Lancret și expuse pe Place Dauphine au avut un mare succes, care a pus bazele averii sale și, se spune, l-au înstrăinat pe Watteau, care fusese complimentat ca autorul lor. În 1718 a fost primit ca academician, devenind de atunci un artist foarte respectat, mai ales printre admiratorii lui Watteau. A finalizat lucrări de decorare a Palatului Versailles, în timp ce stilul său se va dovedi mai târziu popular lui Frederic cel Mare. Popularitatea lui Lancret a fost reflectată de decizia de a fi numit consilier la Academie în 1735.

## Opera, stilul și moștenirea
Lancret a finalizat numeroase picturi, dintre care o proporție semnificativă (peste optzeci) au fost gravate. Deși a realizat mai multe portrete și piese istorice, subiectele sale preferate au fost balurile, târgurile, nunțile din sat și așa mai departe. În această privință, el era tipic pentru artiștii rococo. Unii au susținut că opera lui Lancret este semnificativ inferioară celei a lui Watteau. În desen și în pictură tușa lui este adesea considerată inteligentă, dar minimală; Istoricul de artă Michael Levey⁠(d) a remarcat că Lancret nu era „un poet, ci un eseist fermecător”. Caracteristicile lui Lancret se datorează, probabil, faptului că se pregătea de ceva timp sub îndrumarea unui gravor.
În general, se consideră că artistul și-a produs cea mai bună lucrare spre partea finală a vieții sale, manifestând, în mintea mai multor istorici de artă, o capacitate crescândă de a crea un sentiment de armonie între artă și natură, ca în Montreir de lanterne magique, și o dorință de a oferi personajelor sale, acum mai voluminoase, un loc mai ferm în compozițiile sale. Aceste schimbări au arătat influența lui Watteau de mai târziu, precum în  L'Enseigne de Gersaint. Ultimul tablou al lui Lancret, Familie în grădină, The National Gallery, este considerat de Levey drept „capodopera” lui. Scena, care înfățișează o familie care își bea cafeaua, are o intimitate și o notă de umor care sunt considerate captivante. Liniile curgătoare ale lucrării, armonia rococo a culorilor pastelate, stilul pictural și subiectul fermecător (a unei fete cu ochii mari, înconjurată de familia ei fericită și decorul natural, dar neamenințător, încercând cafeaua pentru prima dată) sunt văzute ca a afișa un delicat sentiment de vitalitate și prospețime care anticipează lucrările atât ale lui Thomas Gainsborough, cât și ale lui Jean-Honoré Fragonard.
Muzeul Britanic deține o serie admirabilă de studii ale lui Lancret cu cretă roșie, iar Galeria Națională, Londra, are patru picturi — „Patru vârste ale omului” (gravate de Desplaces și l’Armessin), citate de d’Argenville printre principalele lucrări ale lui Lancret.

## Viața personală
Lancret a fost singur o mare parte a vieții sale; cu toate acestea, în 1741, s-a căsătorit cu nepoata de 18 ani a lui Boursault, autorul cărții Esop la Curte. Se presupune că Lancret a fost indus să se căsătorească cu ea după ce a găsit-o pe ea și pe mama ei pe moarte trăind în sărăcie într-o cameră de la mansardă și a auzit că fiica urma să fie forțată în curând să intre într-o mănăstire. Lancret a murit de pneumonie la 14 septembrie 1743.

## Galerie

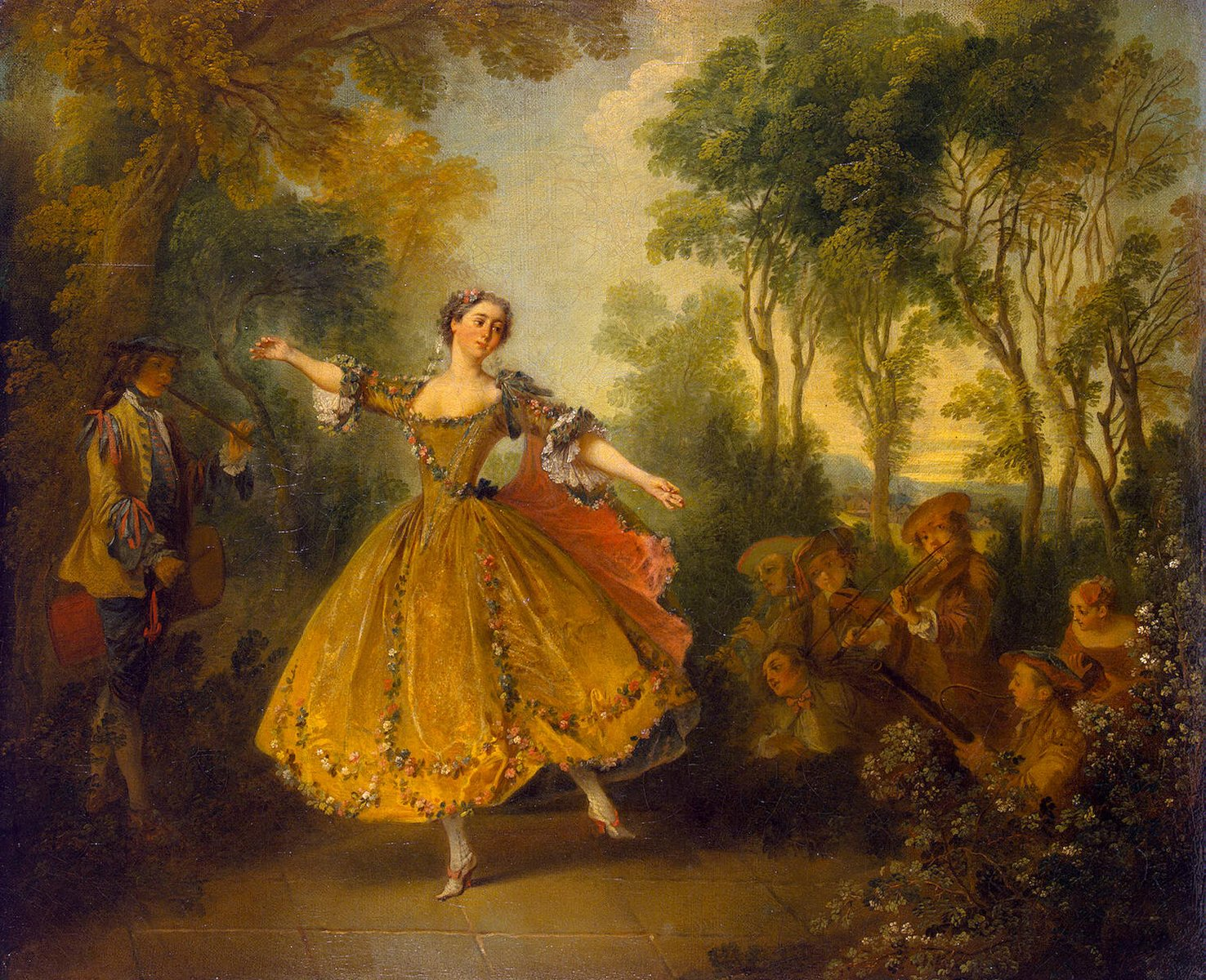
Marie-Anne de Camargo⁠(d), 1730
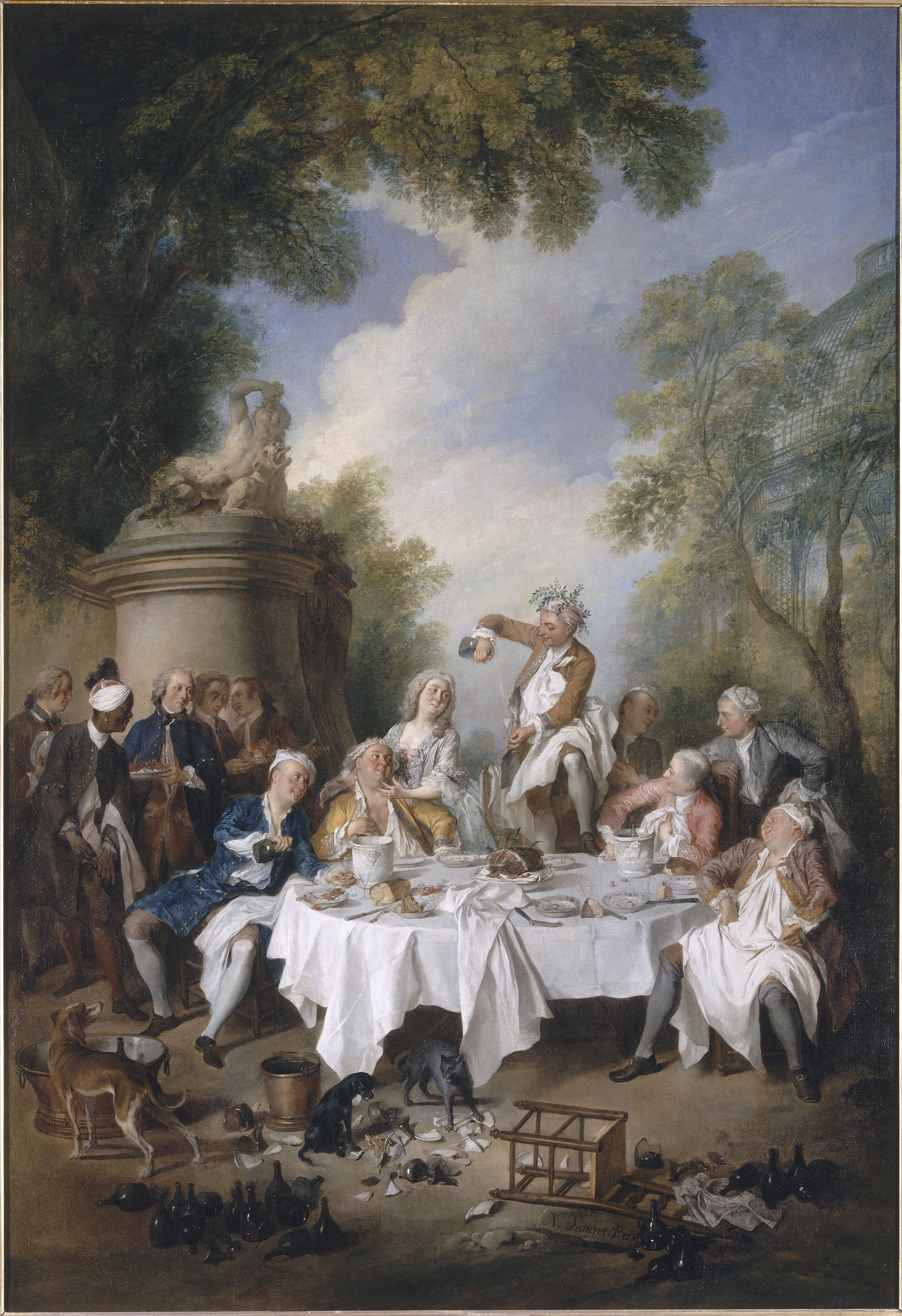
Le Déjeuner de jambon⁠(d), Chantilly, muzeul Condé⁠(d), 1735
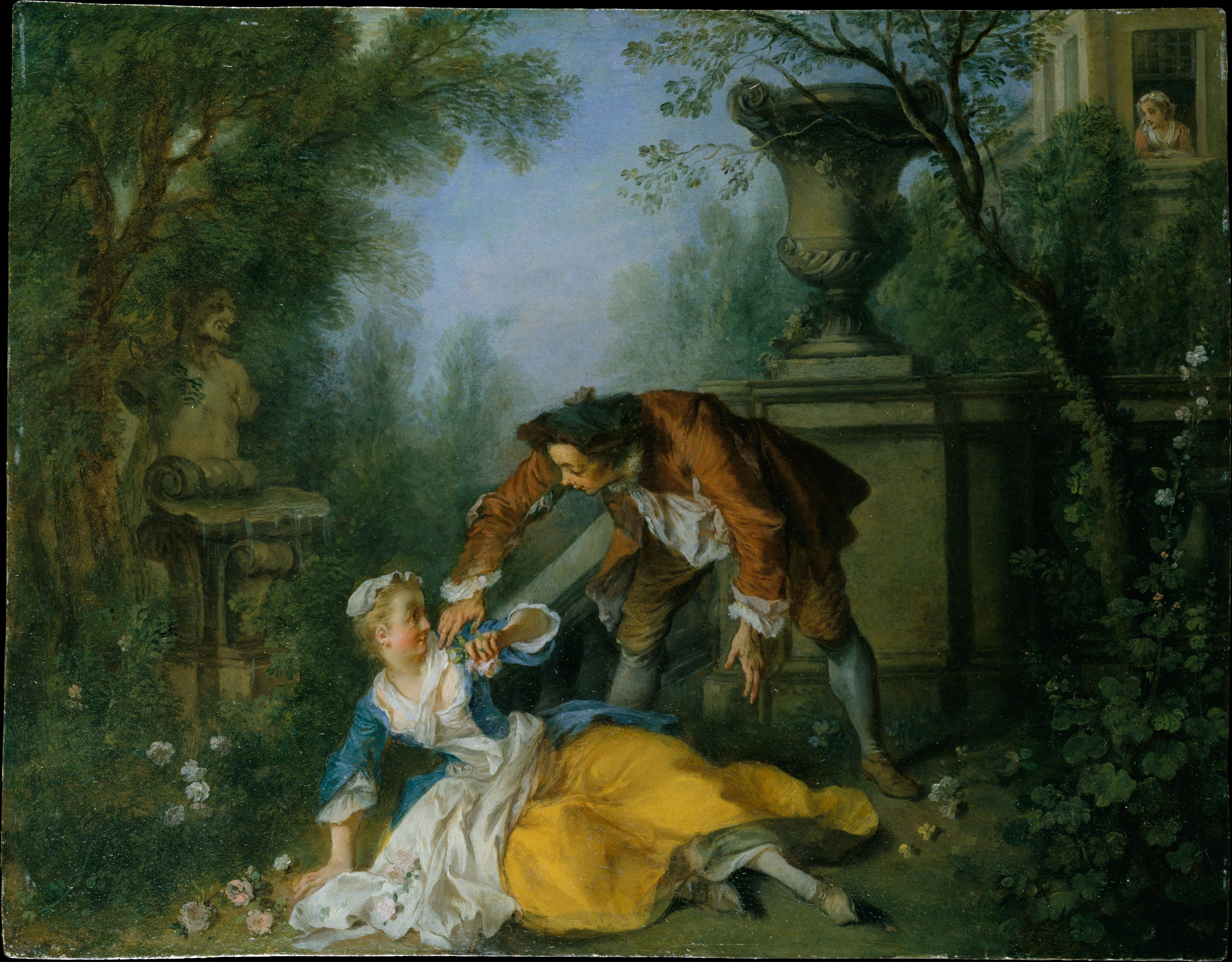
La Servante justifiée, 1735-1740
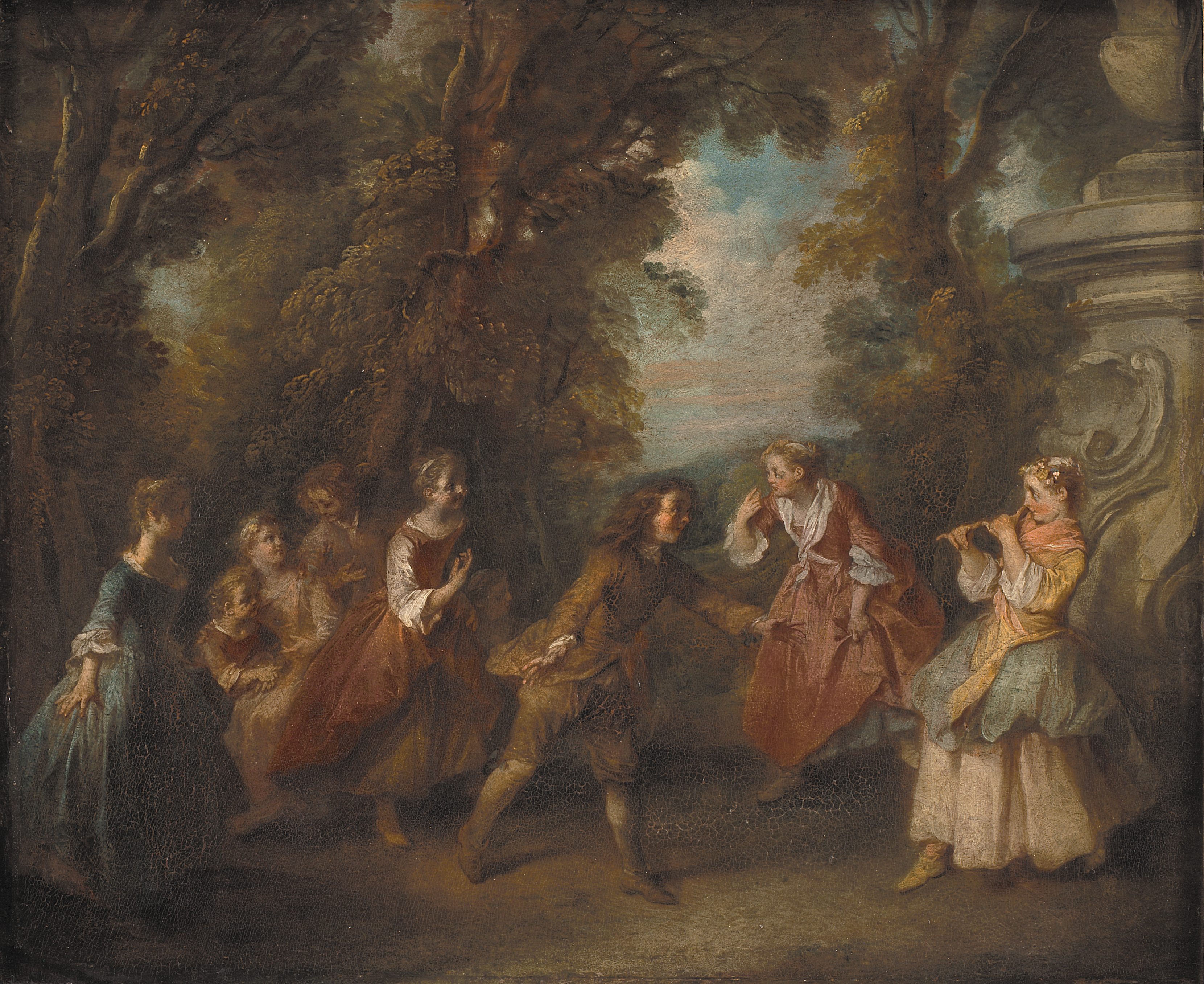
Le jeu des quatre-coins
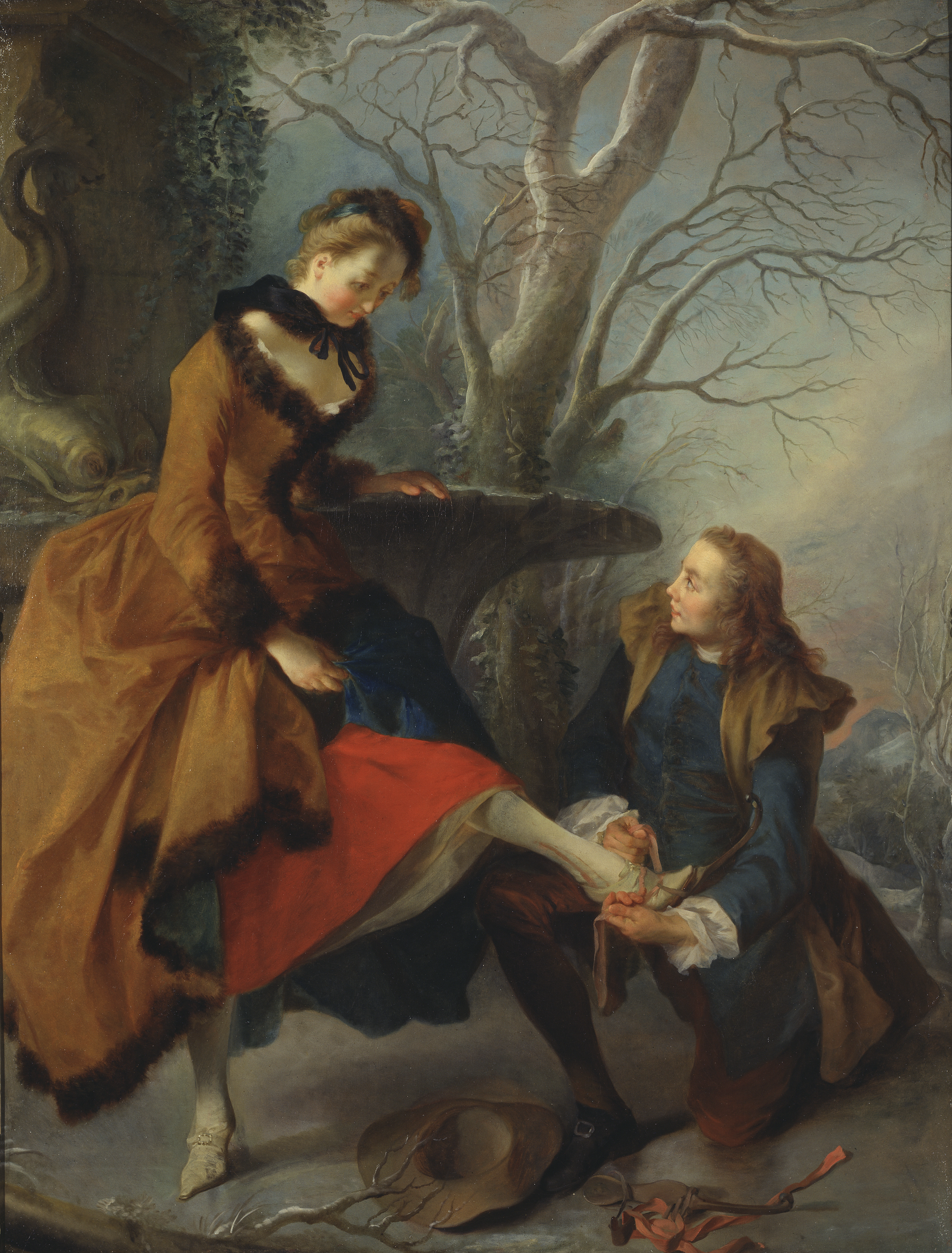
Fixarea patinei, Nationalmuseum, 1743